# Мюнхенська академія мистецтв
Мюнхенська академія мистецтв (нім. Akademie der Bildenden Künste München) — одна з найвідоміших та найстаріших художніх шкіл (академій) Німеччини.

## Історія
1770 року баварським курфюрстом Максиміліаном III Йосипом була заснована Школа-академія художників та скульпторів, яка стала основою майбутньої академії. Проте офіційним днем створення академії вважається 13 травня 1808 року, коли король Баварії Максиміліан I відкрив Королівську академію образотворчих мистецтв. У 1876–1885 роках для Академії архітектором Готфрідом фон Нейрейтером було споруджено нову будівлю на Леопольдштрассе, в яку вона переїхала 1886 року й розташовується до наших днів. Першим директором академії був Йоганн фон Лангер, першим секретарем — філософ Фрідріх Вільгельм Шеллінг.
З середини XIX століття мюнхенська Академія стає одним з найвідоміших мистецьких навчальних закладів Європи. Окрім викладацької діяльності, вона стає центром, що об'єднував художників-пейзажистів «мюнхенської школи». Найбільш визнаними художниками-педагогами, які працювали тут, були Петер Корнеліус, Франц фон Штук, Вільгельм фон Каульбах, Карл Теодор фон Пілоті.
Після закінчення Першої світової війни мюнхенська Академія поступово втрачає своє значення. 1933 року, після приходу в Німеччині до влади націонал-соціалістів, Академія зазнала так званої «арізації», наперед вийшли вірні політиці НСДАП художник Адольф Циглер та скульптор Йозеф Торак, натомість всіх неарійських викладачів академії було звільнено. Президента академії Карла Каспара, який керував цим закладом з 1922 року також було усунуто. Керівництво академією було доручено Германові Бестельмаєру, що взявся активно реалізовувати політику націонал-соціалістів в царині мистецтва. Так з фондів академії було вилучено всі твори так званого «занепадницького» мистецтва, створені починаючи з 1910 року.
Під час Другої світової війни будівля Академії зазнала бомбардувань американський авіації і була зруйнована. При цьому загинула найцінніша колекція творів мистецтва — живопису, скульптури, історичних костюмів. Евакуйована бібліотека не постраждала і зараз налічує близько 90 тисяч одиниць зберігання. 1945 року з академії були звільнені всі колишні члени НСДАП та симпатизанти нацистів.
Після 1946 року відбулося оновлення академії завдяки таким митцям, як Франц Ксав'єр Фур, Тоні Штадлер, Шарль Кродель, Зеп Руф та Георг Майстерманн. 1946 року до складу Академії приєдалася баварська Державна школа декоративно-вжиткового мистецтва. 1953 року академія одержала свою теперішню назву. Суперечливою постаттю професорського складу академії був Герман Каспар, який належав до еліти націонал-соціалістського керівництва академії, проте з 1956 по 1972 рік знову викладав у цьому закладі на посаді професора.
У 1950-ті роки в стінах академії виникла творча група митців «SPUR». 26 червня 1967 року в академії було утворено Групу соціалістичних студентів-художників (нім. Hochschulgruppe sozialistischer Kunststudenten). 1968 року в академії пройшло чимало вистав так званого антитеатру Райнера Вернера Фассбіндера, а представництво студентів організувало документальну виставку про свого викладача, колишнього члена НСДАП Германа Каспара «Fall Hermann Kaspar». 22 лютого 1969 року міністр культури Баварії Людвіг Губер розпорядився закрити академію, проте господарський суд скасував його рішення. Нове протистояння з міністерством виникло в зв'язку з призначенням на професорську посаду Франца Бернгарда Вайсхаара. 1989 року в академії було відкрито Академічну галерею (нім. Akademiegalerie).
26 жовтня 2005 року на вулиці Академіштрассе, 2 було урочисто відкрито додаткове приміщення академії, споруджене за проектом архітектурного бюро Coop Himmelb(l)au в стилі деконструктивізму. У новому корпусі розташовані майстерні художніх матеріалів, скульптурні ательє, фотомайстерні, майстерні художнього друку та мультимедій, а також частина адміністрації

## Сьогодення
Зараз у мюнхенській Академії мистецтв навчається близько 700 студентів (на 2011 рік). Її керівник — Дітер Рем. Викладання ведеться за напрямами «Живопис», «скульптура», «прикладне мистецтво», «внутрішня архітектура». Проводиться також навчання педагогів для гімназій.

## Деякі художники, котрі навчалися у Мюнхенській академії
- Анна Штайнер-Кніттель
- Альфред Абердам
- Франц Аккерман
- Лоуренс Альма-Тадема
- Іван Ангелев
- Любо Бабич
- Северин Бещад
- Герман Гельмер
- Олександр Геримський
- Максиміліан Геримський
- Теодор Горшельт
- Отто Грейнер
- Йорг Іммендорф
- Павлос Каллігас
- Фрідріх Август фон Каульбах
- Ловіс Коринт
- Василь Кандінський
- Альберт фон Келлер
- Джорджіо де Кіріко
- Пауль Клее
- Гайнріх Кнір
- Коган Мойсей Герцевич
- Альфред Кубін
- Іван Лазаров
- Штефан Лучіан
- Франц Марк
- Вадим Меллер
- Меркуров Сергій Дмитрович
- Альфонс Марія Муха
- Отто Мюллер
- Бруно Пауль
- Леопольд Піліховських
- Рачинський, Олександр
- Теодор Рігер
- Ріхард Рімершмід
- Ян Богуміл Розен
- Альфред Ізидор Ромер
- Зофія Стриєнська
- Суренянц Вардгес Акопович
- Нікола Тоніца
- Джон Генрі Твахтман
- Парис Філіппі
- Чарльз Едвін Фріпп
- Рейнгард Себастіан Циммерман
- Ернст Циммерман
- Вільям Мерріт Чейз
- Фріц Шлефлер

## Українські студенти академії
- Бойчук Михайло Львович
- Грабовський Анджей Броніслав
- Грабовський Войцех
- Драк Матвій Ілліч
- Мурашко Олександр Олександрович
- Федюк Микола Іванович
- Пстрак Ярослав Васильович
- Рубо Франц Олексійович
- Івасюк Микола Іванович